# 언디클레어드
《언디클레어드》(영어: Undeclared)는 2001년부터 2002년까지 폭스에서 방영된 미국의 텔레비전 시트콤이다. 가상의 노스이스턴 캘리포니아 대학교(UNEC) 신입생 무리의 나날을 그린다. 컬트 팬층이 형성되었으며, 엔터테인먼트 위클리는 2012년 이 시트콤을 "지난 25년 결산 최고의 컬트 텔레비전 쇼 25편" 중 16위에 올렸다.

## 출연진
메인
- 제이 배러셸
- 칼라 갤로
- 찰리 허넘
- 모니카 키나
- 세스 로건
- 팀 샤프
- 라우던 웨인라이트 3세